# 北紡
株式会社北紡（きたぼう、英: KITABO CO., LTD）は、石川県白山市に本社を置くアラミド紡績や複合糸の開発を行っているメーカー。

## 沿革
- 1948年（昭和23年）10月 - 金沢市に「北日本紡績株式会社」を設立する。
- 1952年（昭和27年）1月 - 大阪証券取引所2部に上場。
- 1954年（昭和29年）3月 - 東京証券取引所2部に上場。
- 2005年（平成17年）6月 - 本社を現在地に移転する。
- 2008年（平成20年）9月 - 時価総額10億円未満が9か月連続したため、東京証券取引所上場廃止。
- 2013年（平成25年）7月 - 大阪証券取引所・東京証券取引所の現物市場統合に伴い、東京証券取引所2部に上場。
- 2019年（平成31年）1月 - 2018年12月末時点での時価総額が10億円を割り、上場廃止基準に抵触。[3]
- 2019年（平成31年）1月 - 2019年2月の時価総額が10億円を超えたことにより、上場廃止を回避[4]
- 2020年（令和2年）7月1日 - 東京に営業拠点を置き、本社機能を一部移転[2]
- 2025年（令和7年）7月1日 - 社名を「株式会社北紡」に変更[5]

## 関連会社
- 株式会社リック・コーポレーション（2000年より営業休止、2016年2月解散決議、清算中）
- キタボー興産株式会社（2015年2月より営業休止、2016年2月解散決議、清算中）